# Fredrik Sundström
Fredrik Sundström i riksdagen kallad Sundström i Vikmanshyttan, född 2 maj 1886 i Hedemora, död där 23 september 1947, var en svensk järnbruksarbetare och riksdagsledamot (socialdemokrat).
Sundström var gjutare vid järnbruket i Vikmanshyttan. Han var ledamot av riksdagens andra kammare 1925–1928 och 1937–1947, invald i Kopparbergs läns valkrets. I riksdagen skrev han 30 egna motioner, särskilt om utbildningsfrågor och om socialpolitik, bl.a. nykterhetsarbete.
Han var även landstingsledamot från 1919 till sin död.